# Srpski Itebej

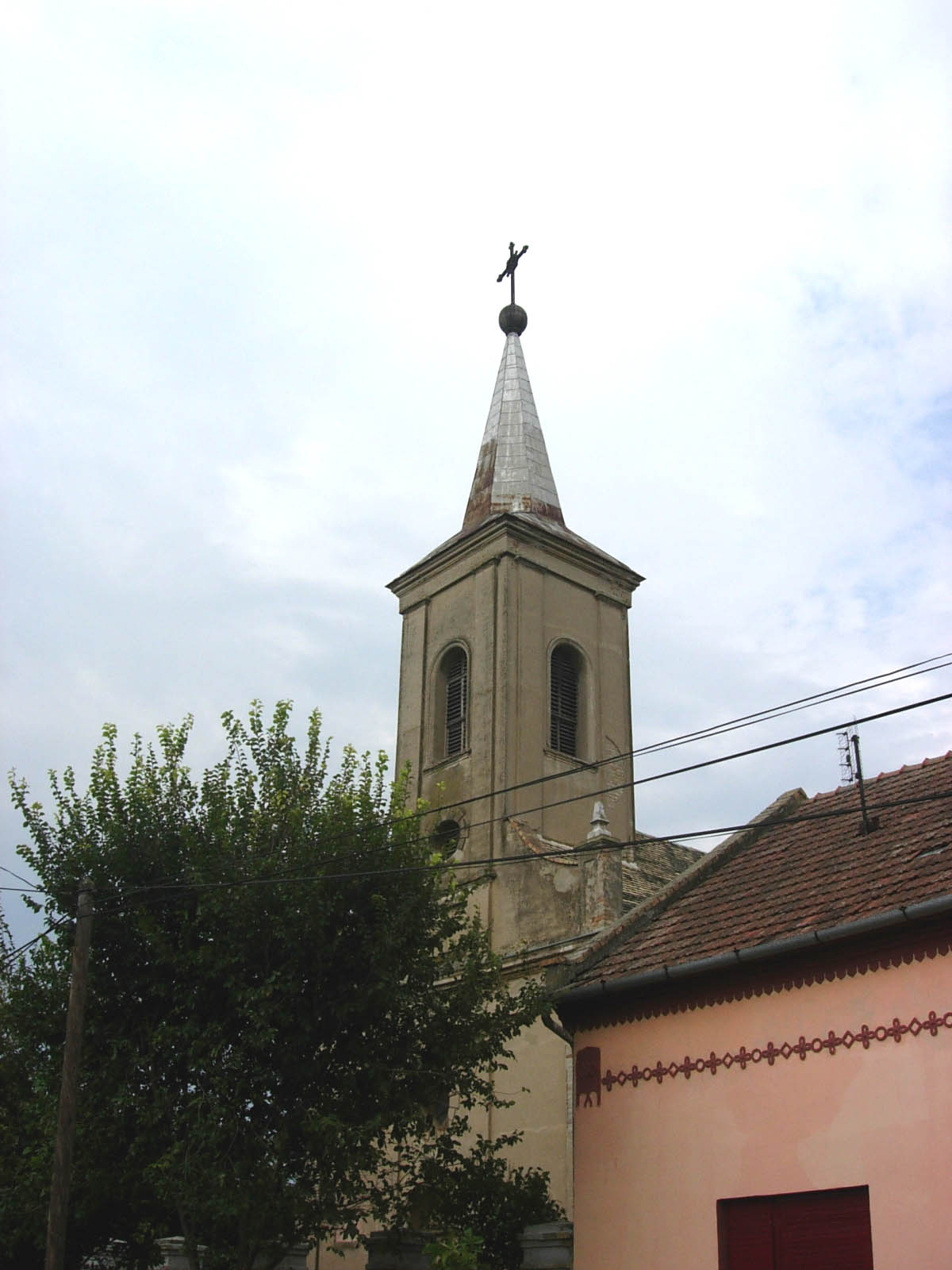
L'église catholique de la Vierge-Marie-Libératrice-des-Slaves

Srpski Itebej (en serbe cyrillique : Српски Итебеј ; en hongrois : Felsőittabé) est une localité de Serbie située dans la province autonome de Voïvodine. Elle fait partie de la municipalité de Žitište dans le district du Banat central. Au recensement de 2011, elle comptait 1 961 habitants.
Srpski Itebej est officiellement classé parmi les villages de Serbie.

## Démographie

### Évolution historique de la population
| 1948  | 1953  | 1961  | 1971  | 1981  | 1991  | 2002  | 2011  |
| ----- | ----- | ----- | ----- | ----- | ----- | ----- | ----- |
| 5 376 | 5 013 | 4 634 | 4 058 | 3 281 | 2 873 | 2 405 | 1 961 |

|  |